# Taikyoku Shodan

Schrittdiagramm (Embusen) der Taikyoku Shodan

Taikyoku Shodan (von jap. „Taikyoku“, dt. „universale Kata“, „vorbereitende Kata“ und jap. „Shodan“, dt. „erste Stufe“) ist eine Anfänger-Kata im Karate, die hauptsächlich aus zwei Techniken besteht: Gedan Barai (Abwehr nach unten) und Oizuki (gleichseitiger Fauststoß).
Diese Kata wurde als Vereinfachung aus der Kata Heian Shodan entwickelt. Sie wird in den Stilen, in denen sie verbreitet ist, meist als erste Kata unterrichtet und dient dazu, den Schüler in das Wesen der Kata einzuführen. Sie ist die erste Kata der Taikyoku-Reihe. Meist ist sie zentraler Bestandteil der Weißgurtprüfung.

## Quelle
- A. Sparmann: Die 12 Karate Kata. Weinmann Verlag, 15. Auflage 2005, S. 8.